# Aprendizaje dialógico

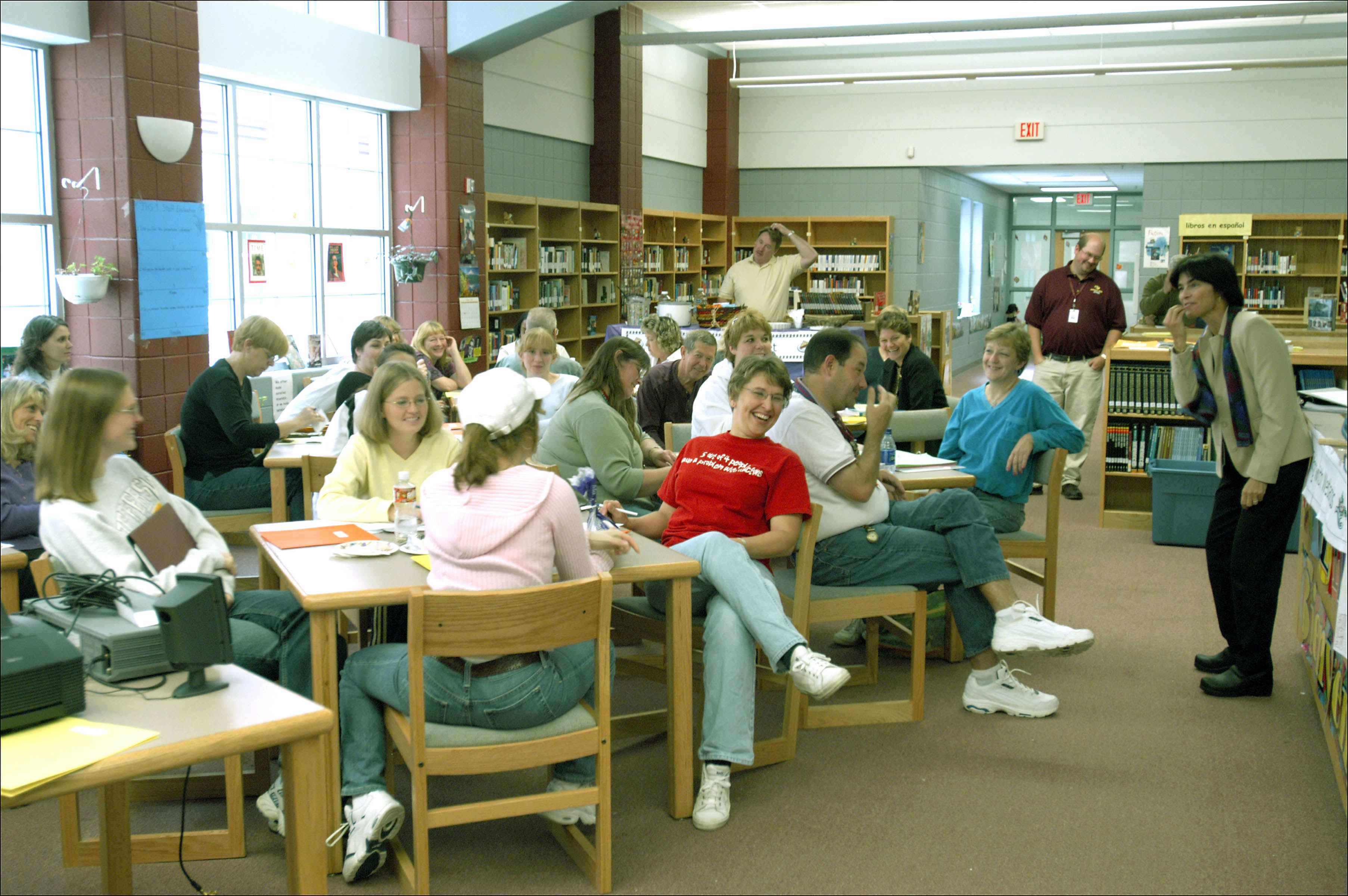
Interacción en el aula.

El aprendizaje dialógico es el resultado del diálogo igualitario; en otras palabras, es la consecuencia de un diálogo en el que diferentes personas dan argumentos basados en pretensiones de validez y no de poder. El aprendizaje dialógico se puede dar en cualquier situación del ámbito educativo y conlleva un importante potencial de transformación social.
Específicamente, el concepto de aprendizaje dialógico, (Flecha, 1997) fue desarrollado gradualmente a través de la investigación y la observación respecto a cómo las personas aprenden tanto fuera como dentro de las instituciones educativas, cuando el actuar y el aprender libremente está permitido. En este punto, es importante mencionar las comunidades de aprendizaje, las cuales constituyen un proyecto educativo que tiene por objeto la transformación social y cultural de los centros educativos y sus alrededores, enfatizando la importancia del diálogo igualitario entre todos los miembros de la comunidad, incluyendo a profesorado, estudiantes, familias, entidades y voluntarios. En las comunidades de aprendizaje, resulta fundamental el que todos los miembros de la comunidad estén involucrados ya que, tal y como demuestra la investigación, los procesos de aprendizaje dependen más de la coordinación de todas las interacciones y actividades llevadas a cabo en los diferentes espacios de la vida del aprendiz, tal y como la escuela, el hogar, o lugar de trabajo; y no solamente de las interacciones y actividades desarrolladas en los espacios de aprendizaje formales, como lo son las escuelas; y todo esto independientemente de la edad de los aprendices e incluyendo al profesorado. Siguiendo estas líneas, las “comunidades de aprendizaje” están dirigidas a múltiples contextos de aprendizaje e interacciones con el objetivo de que todos los estudiantes alcancen más altos niveles de desarrollo (Vygotski, 1995).

## Precedentes teóricos
El concepto de aprendizaje dialógico no es nuevo. Está frecuentemente vinculado con los diálogos socráticos y con la tradición occidental. No obstante la afirmación anterior, vemos que el libro India contemporánea: entre la modernidad y la tradición, escrito por el premio nobel de Economía Amartya Sen (2007), también pone de manifiesto el hábito del pueblo hindú de hacer preguntas lo que provee de un rico campo para el surgimiento de dos elementos importantes para la democracia: el diálogo y el razonamiento. La tradición argumentativa del pueblo hindú es también extremadamente importante a fin de evitar desigualdades sociales y de eliminar la pobreza y las privaciones. Según Sen, “la voz” de las personas es también crucial. Las grandes escrituras hindúes se encuentran notablemente abiertas a la ambigüedad. Tanto en la escritura del Ramayana como en la de Mahábharata, nos encontramos con que incluso los más héroes tienen debilidades y sus oponentes, fortalezas.
Además, la Gita, considerada como la pieza central de las escrituras hindúes, consiste en un debate entre Arjuna y Krishna, ambos con posiciones morales similares pero con diferente entendimiento del dharma o deber. Además, El libro India contemporánea: Entre la modernidad y la tradición,formado por una serie de ensayos históricos y filosóficos, demuestra la diversidad de puntos de vista existentes, fes, y las distintas ideas que siempre han coexistido en India y que dieron lugar a una tradición argumentativa tolerante. 
En tiempos actuales, el concepto de aprendizaje dialógico se vincula con contribuciones provenientes de varias perspectivas y disciplinas, como con la teoría de la acción dialógica (Freire, 1970), la aproximación de la indagación dialógica (Wells, 2001) con la teoría de la acción comunicativa (Habermas, 1987), la noción de la imaginación dialógica (Bakhtin, 1981) y con la teoría del “Yo Dialógico” (Soler, 2004). Además el trabajo de una importante variedad de autores contemporáneos está basado en concepciones dialógicas. Es importante mencionar a autores como Jack Mezirow (1990, 1991, 2000) y su teoría del aprendizaje transformativo; a Michael Fielding (2001), quien percibe a los estudiantes como auténticos agentes de cambio; a Timothy Koschmann (1999) quien destacó las potenciales ventajas de la adopción de la dialogicidad como base de la educación; y a Anne C. Hargrave (2000), quien demuestra que los niños en condiciones de aprendizaje dialógico adquieren mucho más vocabulario, que los que están menos expuestos a un entorno de lectura dialógica.

### Wells: Indagación dialógica
Gordon Wells (2001) define “indagación” ("enquiry") no como un método, si no como una predisposición a cuestionar, tratando de entender situaciones con la ayuda de otros con el objetivo de encontrar respuestas. La “indagación dialógica” constituye una aproximación educacional que evidencia la relación dialéctica entre el individuo y la sociedad, y la existencia de una actitud destinada a adquirir conocimiento a través de las interacciones comunicativas. Wells destaca que la predisposición por la indagación dialógica depende de las características de los entornos de aprendizaje, y este es el motivo por el cual es importante reconocerlos dentro de unos contextos de acción colaborativa y de interacción. Según Wells, la indagación dialógica no solo enriquece el conocimiento de los individuos sino que también lo transforma; asegurando así, la supervivencia de las diferentes culturas y su capacidad de transformarse según las necesidades de cada momento social.

### Freire: la teoría de la acción dialógica
Paulo Freire (1970) establece que la naturaleza del ser humano es, de por sí, dialógica, y cree que la comunicación tiene un rol principal en nuestra vida. Estamos continuamente dialogando con otros, y es en este proceso donde nos creamos y nos recreamos. Según Freire, el diálogo es una reivindicación a favor de la opción democrática de los educadores. A fin de promover un aprendizaje libre y crítico, los educadores deben crear las condiciones para el diálogo que a su vez provoque la curiosidad epistemológica del aprendiz. El objetivo de la acción dialógica es siempre revelar la verdad, interactuando con los otros y con el mundo. En su teoría de acción dialógica, Freire distingue entre acciones dialógicas, estas son las que promueven entendimiento, la creación cultural y la liberación; y las que no son acciones dialógicas, las cuales niegan del diálogo, distorsionan la comunicación y reproducen poder.

### Habermas: la teoría de la acción comunicativa
La racionalidad, para Jürgen Habermas (1987) tiene que ver más con el uso del conocimiento que individuos capaces de conversar y actuar, realizan, y, por consiguiente, menos que ver con el conocimiento y su adquisición en sí.
Cuando nos referimos a la racionalidad instrumental, los agentes sociales realizan un uso instrumental del conocimiento: ellos proponen ciertos objetivos y pretenden conseguirlos en un mundo objetivo. Por el contrario, en la racionalidad comunicativa, el conocimiento se considera como aquel entendimiento provisto por el mundo objetivo, así como también, por la intersubjetividad del contexto donde la acción se desarrolla. Entonces si la racionalidad comunicativa significa entendimiento, se puede decir que las condiciones a fin de alcanzar consenso tienen que ser analizadas. Por ende, es aquí donde conceptos como el de argumento y el de argumentación entran en juego. Mientras que los argumentos se consideran conclusiones formadas tanto por pretensiones de validez como por las razones por las que también pueden ser cuestionadas; la argumentación es el tipo de discurso en los que los participantes dan argumentos para desarrollar o rechazar las pretensiones de validez que se han vuelto cuestionables. En este punto, la diferenciación de Habermas entre las pretensiones de validez y las pretensiones de poder es importante. Podríamos estar intentando que algo que decimos sea considerado como bueno o válido imponiéndolo a la fuerza, o bien estar predispuestos a entrar en un diálogo en el cual los argumentos de las otras personas hagan rectificar nuestras posturas iniciales. En el primer caso, vemos como el interactuante tiene pretensiones de poder, mientras que en el segundo caso, hay pretensiones de validez. Mientras que en las pretensiones de poder, el argumento de poder es aplicado; en las pretensiones de validez, la fuerza del argumento prevalece. Las pretensiones de validez constituyen la base del aprendizaje dialógico.

### Bakhtin: imaginación dialógica
Mikhail Mikhailovich Bakhtin (1981) establece que existe la necesidad de crear significados en una forma dialógica con otras personas. Su concepto de dialogismo establece la relación entre lenguaje, interacción y transformación social. Bakhtin establece que el individuo no existe fuera del diálogo. Es el concepto de diálogo, en sí mismo, el que establece la existencia del “otro”. De hecho, es a través del diálogo, que el otro no puede ser silenciado o excluido. Bakhtin cree que los significados son creados en procesos de reflexión entre las personas. Los mismos significados que más tarde utilizamos en conversaciones con otros, ampliándose e incluso modificándose a medida que adquirimos nuevos significados. En este sentido, Bakhtin afirma que cada vez que hablamos sobre algo que hemos leído, visto o sentido; lo que estamos haciendo, de hecho, es reflejando los diálogos que ya hemos tenido con otros, mostrando los significados que hemos ido creando en diálogos previos. Esto es lo mismo que decir que, lo dicho no puede ser separado de la perspectiva de los otros: el discurso individual y el colectivo se encuentran profundamente relacionados. Es en este sentido, por tanto, que Bakhtin habla de una “cadena de diálogos”, a fin de señalar que todo dialógo es, en realidad, resultado de uno previo y que al mismo tiempo, todo nuevo diálogo va a estar presente en los futuros.
En su debate con John Searle (Searle & Soler 2004), el Centro Especial de Investigación en Teorías y Prácticas Superadoras de Desigualdades (CREA(), de ahora en adelante) realizaron dos críticas a Habermas. El trabajo de CREA en lo referente a acciones comunicativas señala, por un lado que el concepto clave no es la pretensión sino la interacción. Aunque un jefe puede sostener pretensiones de validez cuando invita a su empleado a tomar un café con él, el empleado puede estar motivado a aceptar la invitación por una pretensión de poder que surge de una estructura desigual de la compañía y de la sociedad, la misma que coloca al empleado en una situación de suboordinación respecto al empleador. CREA define las relaciones de poder como aquellas que en las que las interacciones de poder involucradas predominan sobre las interacciones dialógicas, y las relaciones dialógicas como aquellas en las que las interacciones dialógicas prevalecen sobre las interacciones de poder. Las interacciones dialógicas están basadas en la igualdad y buscan el entendimiento a través de los interlocutores valorando los argumentos provistos al diálogo, independientemente de la posición de poder del interlocutor. En las instituciones educativas de las democracias podemos encontrar más interacciones diálogicas que en los centros educacionales de las dictaduras. Sin embargo, incluso en los centros educativos de las democracias, cuando se habla de temas curriculares, la voz del profesorado prevalece sobre la voz de las familias, que se encuentra casi ausente. Los proyectos educativos que han contribuido a transformar algunas interacciones de poder en interacciones dialógicas demuestran que uno aprende mucho más a través de interacciones dialógicas que a través de interacciones de poder.

### Ruf y Gallin: yo-tu-nosotros
En la enseñanza concebida según el sistema dialógico, la idea fundamental es que la porción de la materia que la persona instructora ofrece a los y las aprendices, debe comprender aproximadamente la misma extensión de tiempo y de contenido que el uso; es decir, la cantidad de actividades escolares que se expresan en la participación estudiantil durante las clases. El concepto dialógico se sitúa, por lo tanto, como eje entre la instrucción y la construcción, adhiriéndose de este modo a los tres hallazgos científicos que estipulan que la difusión del conocimiento es altamente eficiente; que el aprendizaje es un proceso activo y constructivo; y que el aprendizaje autoadministrado brinda un aprovechamiento flexible y de larga duración de lo aprendido.  ¿Cómo funciona el proceso de Aprendizaje Dialógico?•	Aprendizaje Dialógico inicia con una fase de fuerte construcción ( encargo YO) La instrucción mejora con ejemplos de aprendices (retroalimentación TU) Seguía trabajando con base de lo exitoso por ejemplo soluciones elegantes, lo emocionante de una historia: ¿Cómo se hace esto? (Normas NOSOTROS)